# Saturday Night Fever (musical)
Saturday Night Fever (Fiebre del sábado noche en España y Fiebre de sábado por la noche en algunos países de América Latina) es un musical jukebox basado en la película homónima de 1977. Escrito por Nan Knighton en colaboración con Arlene Phillips, Paul Nicholas y Robert Stigwood, el espectáculo incluye varias de las canciones que ya aparecían en la banda sonora del filme original, la mayoría de ellas compuestas e interpretadas por los Bee Gees, junto a otros éxitos de la discografía de los hermanos Gibb. Su argumento central gira en torno a Tony Manero, un joven italoamericano de Brooklyn que pasa los fines de semana con su pandilla de amigos en la discoteca 2001 Odyssey, donde goza de la admiración de la gente. Allí conoce a Stephanie Mangano, una chica con la que intenta comenzar una relación mientras se olvida de las miserias de su vida y de un trabajo sin futuro. Muchos de los elementos más oscuros de la película, como los conflictos raciales, el consumo de drogas o la violencia fueron eliminados de la trama con el fin de convertir a la versión teatral en un entretenimiento para toda la familia.
El musical debutó en 1998 en el West End londinense y desde entonces ha sido puesto en escena en numerosas ciudades a lo largo de todo el mundo.

## Producciones

### West End
1998
Saturday Night Fever tuvo su première mundial el 5 de mayo de 1998 en el London Palladium del West End. Dirigido y coreografiado por Arlene Phillips, el espectáculo contó con un presupuesto de cuatro millones de libras y un reparto encabezado por Adam García como Tony Manero, Anita Louise Combe como Stephanie Mangano, Tara Wilkinson como Annette, Richard Calkin como Monty y Simon Grieff como Bobby C. La producción se mantuvo en cartel hasta el 26 de febrero de 2000 y recibió tres nominaciones a los premios Olivier.
2004
Cuatro años después del cierre del montaje original, el musical regresó al West End entre el 6 de julio de 2004 y el 18 de febrero de 2006, esta vez en el Apollo Victoria Theatre, con Stephane Anelli como Tony Manero, Zoe Ebsworth como Stephanie Mangano, Kym Marsh como Annette, Shaun Williamson como Monty y Alex Jessop como Bobby C.

### Broadway
En Broadway debutó el 21 de octubre de 1999 en el Minskoff Theatre, protagonizado por James Carpinello como Tony Manero, Paige Price como Stephanie Mangano, Orfeh como Annette, Bryan Batt como Monty y Paul Castree como Bobby C, y se representó hasta el 30 de diciembre de 2000, realizando un total de 501 funciones regulares y 27 previas. El equipo creativo estuvo formado por Arlene Phillips en la dirección y la coreografía, Robin Wagner en el diseño de escenografía, Andy Edwards en el diseño de vestuario, Andrew Bridge en el diseño de iluminación, Mick Potter en el diseño de sonido y Phil Edwards en la supervisión musical.

### Argentina
Argentina fue el primer país en estrenar el musical en idioma español. Producido por Alejandro Romay, Fiebre de sábado por la noche se representó entre el 4 de abril y el 28 de julio de 2001 en el Teatro El Nacional de Buenos Aires, con Darío Petruzio como Tony Manero, Silvia Luchetti como Stephanie Mangano, Elena Roger como Annette, Héctor Pilatti como Monty y Charlie G. como Bobby C. La versión argentina conservó gran parte de las canciones en su idioma original, mientras que los temas «If I Can't Have You», «You Should Be Dancing», «Tragedy», «What Kind of Fool», «Nights on Broadway», «Immortality» y «How Deep Is Your Love» fueron adaptados al español por Gustavo Zajac.

### México
2003
Fiebre de sábado por la noche tenía planeado desembarcar en México en 2002 con el actor argentino Diego Jaraz al frente del reparto, pero problemas de producción retrasaron el proyecto y provocaron la salida de Jaraz. Finalmente levantó el telón el 27 de marzo de 2003 en el desaparecido Teatro Pedregal de Ciudad de México, protagonizado por Mauricio Martínez como Tony Manero, Lisset como Stephanie Mangano, Gicela Sehedi como Annette, Jaime Rojas como Monty y Eduardo Partida como Bobby C. Alberto Mayagoitía fue el encargado de traducir el libreto al español, mientras que Mario Tadeo hizo lo propio con las canciones. Después de seis meses en cartel, el espectáculo dijo adiós el 28 de septiembre de 2003.
2020
Un nuevo montaje se representó en el Teatro Centenario Coyoacán de Ciudad de México entre el 21 de febrero y el 15 de marzo de 2020, bajo la dirección de Jaime Rojas. En un principio estaba prevista una temporada más larga, pero la pandemia de COVID-19 obligó a adelantar el cierre. Gerardo Quiroz fue el artífice de esta puesta en escena que protagonizaron Raúl Coronado como Tony Manero, Irán Castillo como Stephanie Mangano, Karen Espriu y Andrea Escalona alternándose como Annette, Memo Ríos como Monty y Adam Sadwing como Bobby C. La traducción del libreto utilizada fue la misma que en 2003, si bien la adaptación de las canciones llevó la firma de Lilia Sixtos y Karen Espriu.
Tras dos años de inactividad, el espectáculo reemprendió funciones el 5 de mayo de 2022 en el Teatro Centenario Coyoacán, antes de iniciar una gira por diferentes localidades mexicanas.

### España
Fiebre del sábado noche se estrenó en España el 19 de febrero de 2009 en el Teatro Coliseum de Madrid, donde se mantuvo en cartel hasta el 30 de agosto de ese mismo año. Con el fin de sumergir al espectador en el ambiente del 2001 Odyssey, el Teatro Coliseum fue reformado para la ocasión, eliminando las primeras filas y colocando en su lugar grupos de butacas con mesitas a la manera de las discotecas de los años 70. Producido por Stage Entertainment en asociación con Robert Stigwood, el musical fue dirigido y coreografiado por la británica Karen Bruce, y contó con diseño de escenografía y vestuario de David Shields, diseño de iluminación de Adrian Barnes, diseño de sonido de Mick Potter y supervisión musical de Phil Edwards. El equipo local lo formaron Daniel Anglès y Joan Vázquez en la adaptación del libreto y las letras al castellano, Moira Chapman en la dirección residente y Arnau Vilà en la dirección musical. La inversión total ascendió a tres millones de euros.
El reparto estuvo liderado por Juan Pablo Di Pace, quien fue seleccionado a través del programa de televisión Operación Tony Manero. Junto a él, Beatriz Ros como Stephanie Mangano, Isabel Malavia como Annette, Zenón Recalde como Monty y Guillermo Sabariegos como Bobby C completaron el elenco.
Tras el cierre en Madrid, la producción se embarcó en un tour nacional que arrancó el 6 de diciembre de 2009 en el Teatro Olympia de Valencia y finalizó el 30 de mayo de 2010 en el Teatro Auditorio Municipal de Torrevieja, donde el musical se despidió definitivamente de los escenarios españoles.

### Otras producciones
Saturday Night Fever se ha representado en países como Alemania, Argentina, Australia, Austria, Canadá, Dinamarca, China, Corea del Sur, España, Estados Unidos, Filipinas, Finlandia, Francia, Grecia, Irlanda, Italia, Japón, Malasia, México, Noruega, Nueva Zelanda, Países Bajos, Polonia, Reino Unido, República Checa, San Marino, Singapur, Sudáfrica, Suecia, Suiza o Taiwán, y ha sido traducido a multitud de idiomas.
En abril de 2011 el espectáculo debutó en el barco Liberty of the Seas de la compañía de cruceros Royal Caribbean, como parte de su programación de musicales de Broadway.
Un montaje producido por el Theatre Royal de Bath recorrió Reino Unido entre el 12 de noviembre de 2014 y el 4 de abril de 2015, con un elenco de actores-músicos que tocaban sus propios instrumentos sobre el escenario y que incluyó a Danny Bayne como Tony Manero, Naomi Slights como Stephanie Mangano, Bethany Linsdell como Annette, Mike Turnbull como Monty y Alex Lodge como Bobby C.
Entre el 4 de febrero y el 26 de marzo de 2022, el Peacock Theatre de Londres acogió una producción protagonizada por Richard Winsor como Tony Manero, Olivia Fines como Stephanie Mangano, Jasmin Colangelo como Annette, Faizal Jaye como Monty y Kevin O'Dwyer como Bobby C. Bill Kenwright fue el artífice de esta puesta en escena que él mismo se encargó de dirigir.

## Personajes
| Personaje            | Descripción |
| Tony Manero          | Un joven italoamericano de diecinueve años que vive en Brooklyn. Presumido y mujeriego, trabaja en la tienda de pinturas del Sr. Fusco, pero su pasión es salir a bailar los sábados por la noche en la discoteca del barrio. Se encuentra atrapado en un triángulo amoroso entre su exnovia Annette y una chica a la que acaba de conocer, Stephanie Mangano. |
| Stephanie Mangano    | Una joven de veinte años que trabaja como oficinista en Manhattan. Es arrogante y cree que está por encima del resto, pero cuando conoce a Tony y acepta ser su pareja de baile, se enamora perdidamente de él. |
| Annette              | La exnovia de Tony. Sigue queriéndole y está empeñada en acostarse con él. |
| Monty                | Dj de la discoteca 2001 Odyssey. |
| Bobby C              | El más joven de los amigos de Tony. Ignorado por todos, cuando su novia Pauline se queda embarazada su mundo se desmorona. |
| Joey, Double J y Gus | Amigos de Tony. |
| Frank Manero         | El padre de Tony. Está en el paro y tiene una relación conflictiva con su hijo. |
| Flo Manero           | La madre de Tony, una mujer muy religiosa. |
| Frank Manero, Jr.    | El hermano mayor de Tony. Se convirtió en el orgullo de la familia al ser ordenado sacerdote, pero ahora ha colgado los hábitos y está de nuevo en casa. |
| Linda Manero         | La hermana pequeña de Tony. |
| Sr. Fusco            | El jefe de Tony en la tienda de pinturas. |

## Números musicales
| Acto I - «Stayin' Alive» - «Boogie Shoes» - «Disco Inferno» - «Night Fever» - «Disco Duck» - «More Than a Woman» - «If I Can't Have You» - «It's My Neighborhood» - «You Should Be Dancing» | Acto II - «Jive Talkin'» - «Tragedy» - «What Kind of Fool» * - «Nights on Broadway» - Dance Competition: - «Night Fever (Reprise)» - «Open Sesame» - «More Than a Woman» - «Salsation» - «Immortality» - «How Deep Is Your Love» |

Todas las canciones son de los Bee Gees (música y letra) excepto «Boogie Shoes» (música y letra de Harry Casey y Richard Finch), «Disco Inferno» (música y letra de Leroy Green y Ron Kersey), «Disco Duck» (música y letra de Rick Dees), «What Kind of Fool» (música y letra de Albhy Galuten y Barry Gibb), «Open Sesame» (música y letra de Ronald Bell) y «Salsation» (música y letra de David Shire).
* La canción «What Kind of Fool» no está presente en la mayoría de las producciones actuales.

## Repartos originales
| Personaje         | West End (1998)    | Broadway (2000)  | Argentina (2001) | México (2003)     | West End (2004)  | España (2009)        | México (2020)                |
| Tony Manero       | Adam García        | James Carpinello | Darío Petruzio   | Mauricio Martínez | Stephane Anelli  | Juan Pablo Di Pace   | Raúl Coronado                |
| Stephanie Mangano | Anita Louise Combe | Paige Price      | Silvia Luchetti  | Lisset            | Zoe Ebsworth     | Beatriz Ros          | Irán Castillo                |
| Annette           | Tara Wilkinson     | Orfeh            | Elena Roger      | Gicela Sehedi     | Kym Marsh        | Isabel Malavia       | Karen Espriu Andrea Escalona |
| Monty             | Richard Calkin     | Bryan Batt       | Héctor Pilatti   | Jaime Rojas       | Shaun Williamson | Zenón Recalde        | Memo Ríos                    |
| Bobby C           | Simon Grieff       | Paul Castree     | Charlie G.       | Eduardo Partida   | Alex Jessop      | Guillermo Sabariegos | Adam Sadwing                 |

Reemplazos destacados en la producción mexicana de 2003
- Stephanie Mangano: Lolita Cortés

Reemplazos destacados en la producción mexicana de 2020
- Tony Manero: Alex Sirvent
- Stephanie Mangano: Lisset

## Grabaciones
Existen multitud de álbumes interpretados por los elencos de las diferentes producciones que se han estrenado a lo largo de todo el mundo, además de la banda sonora de la película y numerosas grabaciones de estudio.
Hasta la fecha no se ha editado ningún álbum en español, aunque para el montaje original de Madrid las canciones «Stayin' Alive», «Disco Inferno», «Night Fever», «Immortality» y «How Deep Is Your Love» fueron grabadas con fines promocionales.

## Premios y nominaciones

### Producción original del West End
| Año  | Premio        | Categoría                 | Nominado            | Resultado |
| ---- | ------------- | ------------------------- | ------------------- | --------- |
| 1999 | Olivier Award | Mejor musical nuevo       | Mejor musical nuevo | Nominado  |
| 1999 | Olivier Award | Mejor actor en un musical | Adam García         | Nominado  |
| 1999 | Olivier Award | Mejor coreografía         | Arlene Phillips     | Nominada  |

### Producción original española
| 2010 | Premio del Teatro Musical |                         |                |          |
| 2010 | Premio del Teatro Musical | Mejor dirección musical | Arnau Vilá     | Nominado |
| 2010 | Premio del Teatro Musical | Mejor coreografía       | Karen Bruce    | Ganadora |
| 2010 | Premio del Teatro Musical | Mejor escenografía      | David Shields  | Nominado |
| 2010 | Premio del Teatro Musical | Mejor figurinista       | David Shields  | Nominado |
| 2010 | Premio del Teatro Musical | Mejor diseño de sonido  | Mick Potter    | Nominado |
| 2010 | Premio del Teatro Musical | Mejor actriz de reparto | Isabel Malavia | Nominada |
| 2010 | Premio del Teatro Musical | Actriz revelación       | Isabel Malavia | Nominada |